# Dysgonia triguetra
Dysgonia triguetra är en fjärilsart som beskrevs av Wagner. Dysgonia triguetra ingår i släktet Dysgonia och familjen nattflyn. Inga underarter finns listade i Catalogue of Life.